# テオドール・アドルノ賞
テオドール・アドルノ賞（Theodor-W.-Adorno-Preis）は、ドイツの文化賞。哲学、演劇、音楽、映画における卓越した業績に授与される。テオドール・アドルノを記念して、1977年にフランクフルト市によって設立された。

## 受賞者
- 1977年: ノルベルト・エリアス, 社会学者
- 1980年: ユルゲン・ハーバーマス, 社会学者
- 1983年: ギュンター・アンダース, 哲学者
- 1986年: ミヒャエル・ギーレン, 作曲家
- 1989年: Leo Löwenthal, 哲学者
- 1992年: ピエール・ブーレーズ, 作曲家
- 1995年: ジャン＝リュック・ゴダール, 映画監督
- 1998年: ジグムント・バウマン, 社会学者
- 2001年: ジャック・デリダ, 哲学者
- 2003年: リゲティ・ジェルジュ, 作曲家
- 2006年: Albrecht Wellmer, 哲学者
- 2009年: アレクサンダー・クルーゲ, 映画監督
- 2012年: ジュディス・バトラー, 哲学者
- 2015年: Georges Didi-Huberman, 芸術史家
- 2018年: マルガレーテ・フォン・トロッタ, 映画監督
- 2021年: Klaus Theweleit, 社会学者
- 2024年: セイラ・ベンハビブ, 政治学者